# Yao (ètnia)
|  | Aquest article tracta sobre l'ètnia asiàtica. Si cerqueu el grup ètnic africà, vegeu «wa yao». |

Els yao (també coneguts com a dao, pronunciat com "zou") són un grup humà que es troba a la Xina, Tailàndia, Vietnam, Laos, França i els Estats Units amb una població total de més de set milions. Són una de les ètnies més antigues de la Xina.
Hi ha una organització que promou l'estudi d'aquesta ètnia: l'Associació Internacional per a l'Estudi dels Yao.
Una recerca publicada el 2000 trobà que la identitat dels yao era essencialitzada, hiper-simplificada i mostrant una idea falsa de la realitat emmarcant-los en un endarreriment fictici.

## Noms
Al Vietnam se'ls ha referit per equivocació com a Kim Mien o Kim Mun (homes salvatges), una traducció errònia de l'expressió en les llengües mien i lantien (utilitzades pels dao) utilitzada per a referir-se als dao que significa "homes del bosc". Durant la colonització francesa són anomenats Man, que significa bàrbars meridionals en xinès.

## Distribució
A la Xina es troben a les muntanyes i boscos de:
- Guangxi
- Hunan
- Guangdong
- Yunnan
  - A Yunnan viu la branca dels yao pèl-rojos, la majoria dels quals viuen en pobles remots sense instal·lacions modernes.
- Guizhou

Al Vietnam viuen a les muntanyes del nord, vivint amb economies d'autoabastiment. Allí són una ètnia reconeguda.

## Costums
Una roba típica que porten les dones és el lamchu, un vestit tradicional format per un mocador, una faldilla, una jaqueta i el hang pen, que embolica les cames.
El cacic yao sol guardar un rotllo amb caràcters xinesos, element considerat d'identitat ètnica.

## Medicina tradicional dels yao
Han desenvolupat la seua pròpia medicina tradicional. Els yao pèl-rojos han desenvolupat una medicina avançada que tracta malalties sense cap teoria mèdica. Aquesta medicina és curiosament similar a la d'altres branques yao situades lluny, a més de 1.000 kilòmetres de distància, les quals són els yao de Guangxi i Hunan. Una recerca del 2004 trobà que aquesta medicina té els vestigis perniciosos de les supersticiosos de temps feudals i la cultura religiosa.